# Eurhynchium suberectum
Eurhynchium suberectum là một loài Rêu trong họ Brachytheciaceae. Loài này được A. Jaeger mô tả khoa học đầu tiên năm 1878.